# Blechnum hancockii
Blechnum hancockii là một loài thực vật có mạch trong họ Blechnaceae. Loài này được Hance mô tả khoa học đầu tiên năm 1883.